# ポンデラーノ
ポンデラーノ（伊: Ponderano）は、イタリア共和国ピエモンテ州ビエッラ県にある、人口約3,800人の基礎自治体（コムーネ）。

## 地理

### 位置・広がり
| 隣接するコムーネは以下の通り。 - ビエッラ - ボッリアーナ - ガリアーニコ - モングランド - オッキエッポ・インフェリオーレ - サンディリアーノ |

## 行政
- 代表: Elena Chiorino（2014年05月26日選出）